# 金生川
金生川（きんせいがわ）は、愛媛県四国中央市の旧川之江市域を流れ瀬戸内海に注ぐ二級河川。

## 地理
愛媛県四国中央市川滝町下山の徳島県境付近に源を発し西に流れる。四国中央市川之江町で三島川之江港に注ぐ。この地域の地名「川之江｣は、金生川の河口付近を指す地名として発生したと言われる。1947年に洪水対策として現在の国道11号川之江町港通り付近を流れていた下流部の流路変更が完成し、現在の位置となった。

## 環境問題
紙パルプ工場の排水により、1970年代には水質汚染が問題となった。1990年代には河口で採られた魚からダイオキシンが検出され、マスコミでも大きく取り上げられた。流域面積が小さいため少雨が続く時には下流で断流が起き、水溜りが悪臭を放つ光景も見られた。現在では市民により鮎の放流が行われ、汚染は改善されている。

## 平行する交通

### 道路
- 国道192号